# Stanovništvo
Stanovništvo je obično ljudska populacija na određenoj geografskoj jedinici, npr. gradu ili državi i koji čine etničku, rasnu ili narodnu jedinicu. Statistika se bavi podatcima na tom polju.
Znanost demografije bavi se primarno raznim metodama statistike na tom području.

## Vanjske poveznice
- (engl.) Populationworld.com
- (engl.) Census.gov